# Forget-me-not
Forget-me-not (übersetzt „Vergiss mein nicht“) ist eine Manga-Serie des japanischen Zeichners Kenji Tsuruta. Sie richtet sich vorwiegend an eine erwachsene, männliche Leserschaft, lässt sich also der Seinen-Gattung zuordnen.

## Handlung
Die junge Erbin und Privatdetektivin Mariel Imari ist in einem zeitlosen Venedig mehr am müßigen Leben, als an honorierten Aufträgen interessiert. Sie lebt in den Tag hinein, trinkt, schläft oder flirtet mit dem Antiquarangestellten Veppo.
Das Testament ihres Großvaters sieht vor, dass Mariel erst ihr beträchtliches Erbe antreten kann, wenn sie das Gemälde „Forget-me-not“, das vor 22 Jahren verschwunden ist, wiederfindet. Ohne ihr Zutun stolpert sie nun durch ihre Aufträge, die immer etwas mit ihrer persönlichen Vergangenheit zu tun haben.

## Veröffentlichungen
In Japan erschien Forget-me-not von 1997 bis 2000 in Einzelkapiteln im Manga-Magazin Morning und dessen Schwestermagazin Shin Magnum Zōkan. Im September 2003 veröffentlichte der Kōdansha-Verlag diese Einzelkapitel als Sammelband. Dieser ist als erster Band einer Serie konzipiert. Eine Fortsetzung ist möglich.
Der Sammelband erschien in Deutschland im Mai 2006 bei Egmont Manga & Anime, im Oktober 2004 in Frankreich bei Casterman im Label Sakka.